# František Egert
František Egert, mais conhecido por Francis Egert, (Praga, 12 de julho de 1909 - Varsóvia, 1992) foi um açougueiro e empresário tcheco sobrevivente do holocausto. Filho do agricultor Jakub Egert e Barbara Grinberg, Egert residiu no Brasil até meados da década de oitenta e se mudou para a Polônia aonde passou o restante de sua vida se dedicando a trabalhos sociais. É parente do ator de foto novela tcheco-brasileiro Václav Egert. Francis faleceu em 1992 deixando filhos e netos, no mesmo ano seu primo Victor Egert, deu uma entrevista exclusiva para um jornal do estado de Oregon, nos Estados Unidos.